# Ніколаєвське (Ядринський район)
Нікола́євське (рос. Николаевское, чув. Мăн Явăш) — село у Чувашії Російської Федерації, адміністративний центр Ніколаєвського сільського поселення Ядринського району.
Населення — 424 особи (2010; 519 в 2002, 859 в 1979, 745 в 1939, 655 в 1926, 457 в 1897, 297 в 1858). У національному розрізі у селі мешкають чуваші та росіяни.

## Історія
Історичні назви — Яуші-Лебьодкін, Лебьодкіно-Яушево. Утворився у 18 столітті як виселок присілку Яушева (нині у складі Ніколаєвського). До 1866 року селяни мали державних, займались землеробством, тваринництвом, виробництвом саней та возів. Діяв храм Святого Миколая Чудотворця (1899–1935). 24 листопада 1884 року відкрито церковнопарафіяльну школу. На початку 20 століття діяло 6 млинів, круподерка, у 1920-х — початкова школа. 1930 року створено колгосп «імені Сталіна». До 1927 року село входило до складу Вильської, Шемердянівської, Хочашевської та Атаєвської волостей Ядринського повіту. Після переходу 1927 року на райони — у складі Красночетайського району, у 1939–1956 роках — у складі Совєтського району, потім передано до складу Ядринського району.

## Господарство
У селі діють школа, офіс лікаря загальної практики, модельна бібліотека, пошта та відділення банку, спортивний майданчик, 2 магазини, їдальня.